# Черкасск (Пензенская область)
Черкасск — село в Колышлейском районе Пензенской области России. Входит в состав Потловского сельсовета.

## География
Село расположено на берегу Хопра в 2 км на северо-восток от центра сельсовета села Старая Потловка и в 9 км к северо-западу от райцентра посёлка Колышлей.

## История
Основано между 1710 и 1717 гг. ближним стольником, князем Алексеем Михайловичем Черкасским в Завальном стане Пензенского уезда. В 1717 г. разорено кубанцами. В 1719 г. князь А.М. Черкасский завез в сельцо Покровское, Березовка тож, 16, а князь Иван Яковлевич Лобанов – 7 крестьян. С 1780 г. — в составе Сердобского уезда Саратовской губернии. На карте Генерального межевания 1790 г. – «с. Большая Березовка и Черкасское». В 1795 г. – село Покровское (по церкви), Большая Березовка (по речке Березовке), Черкасское тож, владение секунд-майора Аполлона Николаевича Бекетова. По другому источнику, в 1795 г. село Покровское, Большая Березовка и Черкаское тож, секунд-майора А.Н. Бекетова имело 72 двора, 292 ревизских души. В 1811 г. показаны за ними же 252 души мужского пола, круглогодичная мельница о 4-х поставах с 2-мя толчеями и одной сукновальней (смалывает в год до 5 тыс. четвертей хлеба, приносила в год до 3 тыс. рублей дохода); крестьянки, кроме обычного для этого сословия рукоделия, ткали шелковые пояса для себя, помещика и на продажу. Перед отменой крепостного права – с. Покровское В.А. Заварицкой (правильно – Заварницкой), у нее 224 ревизских души крестьян, 1 р.д. - дворовый человек, 93 тягла (барщина), у крестьян 47 дворов на 8,22 десятины усадебной земли, 450 дес. пашни, 105 дес. сенокоса, у помещицы 602 дес. удобной земли, в том числе леса и кустарника 20 дес., сверх того 30 дес. неудобной земли. В 1877 г. – волостной центр Сердобского уезда, 209 дворов, церковь. Имелось 5 крестьянских обществ, примерно половина крестьян показана за Заварницкой. В 1911 г. – волостной центр Сердобского уезда, Покровская церковь (построена в 1891 г., старая продана в 1903 г. прихожанам с. Софьино Сердобского района), церковноприходская школа, фельдшерский пункт.
С 1928 года село являлось центром сельсовета Колышлейского района Балашовского округа Нижне-Волжского края (с 1939 года — в составе Пензенской области). В 1955 г. – центр Скрипицынского сельсовета, центральная усадьба колхоза имени Ворошилова. В 1980-е годы — в составе Потловского сельсовета.

## Население
| 1795 | 1811 | 1859  | 1877  | 1911  | 1926  | 1939  |
| ---- | ---- | ----- | ----- | ----- | ----- | ----- |
| 584  | ↘500 | ↗1012 | ↗1050 | ↗1685 | ↘1619 | ↘1303 |
| 1959 | 1979 | 1989  | 1996  | 2002  | 2010  |       |
| ↘324 | ↘257 | ↘237  | ↗302  | ↘236  | ↘235  |       |

## Известные люди
Черкасск — родина контр-адмирала Анатолия Андреевича Горожанина (1903-1969), участника Великой Отечественной войны, выполнившего ряд сложных боевых заданий по тралению мин, конвоированию транспортных судов и поиску подводных лодок противника, награжденного орденами Ленина (1949 г.), Красного Знамени (1944, 1953 гг.), Отечественной войны 1-й степени (1945 г.), Красной Звезды (1943 г.), именным оружием (1953 г.).